# Dicranoptycha sobrina
Dicranoptycha sobrina is een tweevleugelige uit de familie steltmuggen (Limoniidae). De soort komt voor in het Nearctisch gebied. De wetenschappelijke naam van de soort is voor het eerst geldig gepubliceerd in 1860 door Osten Sacken.